# Krefeld Pinguine
Krefeld Pinguine (w skrócie KEV) – niemiecki klub hokejowy z siedzibą w Krefeld (Nadrenia Północna-Westfalia), występujący w rozgrywkach DEL.

## Informacje ogólne
- Nazwa: Krefeld Pinguine
- Data założenia: 22 października 1936
- Barwy: czarno-żółte
- Adres: Westparkstraße 111, 47803 Krefeld
- Hala: Königpalast
- Pojemność: 8029

## Dotychczasowe nazwy klubu
- Krefelder EV (1936-1978)
- EHC Krefeld (1978–1981)
- Krefelder EV (1981–1995)
- Krefeld Pinguine (od 1995)

## Sukcesy
- Złoty medal mistrzostw Niemiec (2 razy): 1952, 2003
- Srebrny medal mistrzostw Niemiec (3 razy): 1954, 1955, 1977